# Därstetten
Därstetten es una comuna suiza del cantón de Berna, situada en el distrito administrativo de Frutigen-Niedersimmental. Limita al norte con las comunas de Rüeggisberg, Blumenstein y Pohlern, al este con Oberstocken y Erlenbach im Simmental, con la que también limita al sureste, al sur con Diemtigen, y al oeste con Oberwil im Simmental y Rüschegg.
Hasta el 31 de diciembre de 2009 situada en el distrito de Niedersimmental.